# Хаф, Джерри
Джерри Ф. Хаф — Jerry Fincher Hough (26 апреля 1935 — 24 мая 2020) — американский политолог, советолог.

## Образование
- 1955 — Гарвардский университет — бакалавр (A.B.)
- 1957 — Гарвардский университет — магистр (A.M.)
- 1961 — Гарвардский университет — доктор (PhD)

## Область научных интересов
Исследование СССР и пост-советского пространства; Восточной Европы; политики США в 20-м веке. Государственная политика стран СНГ, советско-американские отношения; борьба за влияние в 3-м мире; демократизация в СССР и революции 1985—1991 годов.
В последнее время центром его исследовательских интересов являются:

— корни и начала Холодной войны

— этническая ориентация внешней политике США

— развитие политических партий в России и электоральное поведение избирателей

— экономические реформы в России

## Научная карьера
Иллинойсский университет в Урбана-Шампейн:
- 1961—1968 — ст. преподаватель (Assistant Professor) политологии

Университет Торонто:
- 1968—1970 — доцент (Associate Professor) кафедры политологии
- 1970—1973 — профессор кафедры политологии

Университет Дьюка:
- 1973 — наст. вр. — профессор кафедры политологии
- 1982 — наст. вр. — заслуженный («выдающийся») профессор университета
- 1986—1994 — директор Центра восточно-западных торговли, инвестиций и коммуникаций

Брукингский институт:
- 1988 — наст. время — старший научный сотрудник

## Издательская деятельность
- 1989 — наст. время: шеф-редактор «Journal of Soviet Nationalities» — изд-во: Durham, NC : The Center (ISSN: 1043-7916; OCLC: 19564139)

## Научные труды
(основные монографии)
- Changing Party Coalitions: The Strange Red-Blue State Alignment (2006), New York, Agathon ed.
- The Logic of Economic Reform in Russia, 1991—1998 (2001), Washington: The Brookings Institution
- Democratization and Revolution in the U.S.S.R., 1985—1991 (1997), Washington: The Brookings Inst.
- Russia and the West: Gorbachev and the Politics of Reform, Second and revised edition (1990), New York: Simon & Schuster
- Opening Up the Soviet Economy (1989), The Brookings Institution
- Russia and the West: Gorbachev and the Politics of Reform (1988), Simon and Schuster
- The Struggle for Third World: Soviet Debates and American Options (1986), The Brookings Inst.
- The Polish Crisis (1982), The Brookings Inst.
- Soviet Leadership in Transition (1980), The Brookings Inst.
- How the Soviet Union is Governed (1979), Harvard Univ. Press
- The Soviet Union and Social Science Theory (1977), Harvard Univ. Press
- The Soviet Perfects: The Local Party Organs in Industrial Decision-Making (1969), Cambridge, Mass.: Harvard Univ. Pr.

## Премии, награды
- Грант Фонда Форда для повышения квалификации в квантитативных методах исследования при Мичиганском университете (1971—1972)